# Francis Nash
 (mars 2019).
Si vous disposez d'ouvrages ou d'articles de référence ou si vous connaissez des sites web de qualité traitant du thème abordé ici, merci de compléter l'article en donnant les références utiles à sa vérifiabilité et en les liant à la section « Notes et références ».
Francis Nash (c. 1742-7 octobre 1777) est un brigadier-général dans l'Armée continentale au cours de la guerre d'indépendance des États-Unis. Avant la guerre, il était avocat, fonctionnaire et homme politique à Hillsborough (Caroline du Nord), et a été fortement impliqué dans l'opposition à la guerre de régulation (en), un soulèvement des colons du Piedmont en Caroline du Nord entre 1765 et 1771. Nash a également été impliqué dans la politique de la Caroline du Nord, représentant Hillsborough à plusieurs reprises dans l'Assemblée générale en Caroline du Nord. Il a donné son nom à la ville de Nashville.